# Андрий Пятов
Андрий Валериович Пятов (на украински: Андрій Валерійович П'ятов) е бивш украински футболист роден на 28 юни 1984 в Кировоград, Украйна (тогава Украинска ССР). Печели Купата на УЕФА в мач срещу Вердер Бремен, като играе на финала, който Шахтьор печели с 2:1.
Играе в Шахтьор от 2007, след като е играл 5 години в отбора на Ворска Полтава.

## Успехи

### Отборни
Шахтьор Донецк
- Украинска Премиер лига (10): 2007/08, 2009/10, 2010/11, 2011/12, 2012/13, 2013/14, 2016/17, 2017/18, 2018/19, 2019/20
- Купа на Украйна (8): 2008, 2011, 2012, 2013, 2016, 2017, 2018, 2019
- Суперкупа на Украйна (7): 2008, 2010, 2012, 2013, 2014, 2015, 2017
- Купа на УЕФА: 2008/09[1]

### Индивидуални
- Украинска Премиер лига Най-добър вратар: 2009/10, 2013/14, 2015/16, 2016/17, 2017/18, 2018/19[2]